# Edgar Amphlett
Edgar Amphlett (n. 1 septembrie 1867, Dorchester, Anglia, Regatul Unit al Marii Britanii și Irlandei – d. 9 ianuarie 1931, Greater London, Anglia, Regatul Unit) a fost un corespondent de război ce a reprezentat Regatul Unit al Marii Britanii și al Irlandei de Nord, medaliat olimpic. A participat la două ediții ale Jocurilor Olimpice (1908, 1912) în care a câștigat o medalie de argint.